# Армстронг-Крік (Вісконсин)
Армстронг-Крік (англ. Armstrong Creek) — місто (англ. town) в США, в окрузі Форест штату Вісконсин. Населення — 422 особи (2020).

## Демографія
Згідно з переписом 2010 року, у місті мешкало 409 осіб у 176 домогосподарствах у складі 109 родин. Було 476 помешкань
Расовий склад населення:
| - 98,0 % — білих - 1,0 % — вихідців з тихоокеанських островів - 0,2 % — азіатів |

До двох чи більше рас належало 0,7 %. Частка іспаномовних становила 0,0 % від усіх жителів.
За віковим діапазоном населення розподілялося таким чином: 22,5 % — особи молодші 18 років, 57,5 % — особи у віці 18—64 років, 20,0 % — особи у віці 65 років та старші. Медіана віку мешканця становила 46,4 року. На 100 осіб жіночої статі у місті припадало 104,5 чоловіків;  на 100 жінок у віці від 18 років та старших — 105,8 чоловіків також старших 18 років.
Середній дохід на одне домашнє господарство  становив 55 204 долари США (медіана — 44 844), а середній дохід на одну сім'ю — 69 180 доларів (медіана — 64 375). Медіана доходів становила 40 789 доларів для чоловіків та 31 250 доларів для жінок. За межею бідності перебувало 6,8 % осіб, у тому числі 2,8 % дітей у віці до 18 років та 10,0 % осіб у віці 65 років та старших.
Цивільне працевлаштоване населення становило 213 осіб. Основні галузі зайнятості: виробництво — 21,6 %, освіта, охорона здоров'я та соціальна допомога — 20,7 %, мистецтво, розваги та відпочинок — 11,3 %, транспорт — 9,9 %.